# Michael Stuart
Michael Stuart (* 9. Januar 1975 in New York City) ist ein US-amerikanischer Salsasänger puerto-ricanischer Abstammung.

## Werdegang
In den 1960er Jahren wanderte die Familie von Michael Stuart von Puerto Rico nach New York City aus. Seine ersten musikalischen Einflüsse stammten von seinem Onkel Israel „Timbalero“ Stuart. Michael begleitete die Band seines Onkels häufig mit Maracas und Congas. Außerdem lernte er Trompete spielen und sang Stücke von Héctor Lavoe und El Gran Combo de Puerto Rico. Sein Gesangsstil wurde stark von Domingo Quiñones geprägt. Michael Stuart war eine Zeitlang Backgroundsänger von Johnny Rivera und Marc Anthony. 1996 nahm Stuart sein erstes Album „Cuento de la Vecinidad“ auf, welches ein Remake von Michael Jacksons „The Lady in My Life“ beinhaltete. In der hispanischen Gemeinde der USA wurde das Album ein Erfolg und wurde vom Farandula Magazine mit dem Titel „New Artist of the Year 1996-97 Award“ und The Tropical New Artist 1997 Award der Tu Musica Awards und von den  Lo Nuestro Awards  als „New Artist of the Year“ prämiert. 1997 sang er zusammen mit Danny Rivera, José Feliciano und Chucho Avellanet in einer Produktion der Banco Popular eine Hommage auf Bobby Capo. 1998 erschien sein zweites Album Retratos, mit welchem er den „New Salsa Artist Award“ und den Paoli Award gewann.
Außerdem trat Michael Stuart in der puerto-ricanischen Version des Musicals „Jesus Christ Superstar“ in San Juan zusammen mit Olga Tañon auf. Im gleichen Jahr trat Michael Stuart zusammen mit Ricky Martin und Gilberto Santa Rosa in einer Hommage für den Komponisten Rafael Hernández auf. 2000 erschien das dritte Album „Subeme el Volumen“. Sein Titel „Algo En Ella“ wurde als Soundtrack in den Film Under Suspicion verwendet. 2004 wurde das Album „Sin Miedo“ als Latin Grammy for Best Tropical-Contemporary Album of the Year 2005 nominiert. 2005 war Michael Stuart mit dem Musical Homenajes zu Ehren der großen Salsa- und Rumbalegenden in den USA, Lateinamerika und Europa auf Tour. In seinem Album „Back to da Barrio“ aus dem Jahr 2006 nahm Stuart auch zeitgemäße Reggaeton-Titel auf. Sein bislang letztes Album Sentimiento de un Rumbero erschien 2007 unter dem Label Machete Records. Michael Stuart engagiert sich weiterhin im Musikbusiness und an Bühnenproduktionen. 2008 nahm er am Strandfestival „Back to School“ teil.

## Diskografie
- Cuento de la Vecinidad (1996)
- Retratos (1998)
- Subeme El Volumen (2000)
- Michael Stuart (2002)
- Sin Miedo (2004)
- Back To Da Barrio (2006)
- Grandes Exitos (2006)
- Pura Salsa (2006)
- Sentimiento De Un Rumbero (2007)